# Карпушин, Сергей Яковлевич
Сергей Яковлевич Карпушин — советский хозяйственный, государственный и политический деятель.

## Биография
Родился в 1898 году в селе Перкино Спасского уезда Рязанской губернии. Член ВКП(б) с 1921 года.
С 1911 года — на хозяйственной, общественной и политической работе. В 1911—1964 гг. — извозчик частного предпринимателя Кротова, участник Первой мировой и Гражданской войн, заведующий АПО Спасского укома ВКП(б), 1-й секретарь Спасского укома ВКП(б), 1-й секретарь Ряжского укома ВКП(б), заведующий сельхозотделом Рязанского окружкома ВКП(б), Алма-Атинского обкома КП Казахстана, секретарь Кустанайского горкома, 3-й секретарь Кустанайского обкома, 2-й секретарь Западно-Казахстанского обкома КП Казахстана, арестован, репрессирован, заключенный-агроном ИТЛ в Красноярском крае, агроном колхоза «Маяк», бригадир полеводческой бригады колхоза «Красный маяк», председатель колхоза, секретарь парткома, член партбюро колхоза «Прогресс» Спасского района Рязанской области.
Избирался депутатом Верховного Совета СССР 1-го созыва.
Умер в 1967 году.